# Antoni Budrys
Antoni Budrys przydomek Telesfor Niesiakoć lub Miszkoć (ur. 1841, rozstrzelany 15 marca 1864 w twierdzy dyneburskiej) – dowódca oddziału wojsk polskich w czasie powstania styczniowego.
Był ubogim szlachcicem z powiatu rosieńskiego, synem Andrzeja. Walczył w bitwie pod Budą (w powiecie mariampolskim). Następnie stworzył własny oddział. Został wzięty do niewoli w Klonowie (w tymże powiecie) 3 lipca 1863 roku. Był więziony początkowo w Suwałkach, został skazany na śmierć i rozstrzelany na esplanadzie twierdzy dyneburskiej.